# Westerbroek (Straelen)
Westerbroek ist ein Ortsteil der Stadt Straelen (Niederrhein).

## Geographie
Westerbroek liegt westlich der Straelener Innenstadt, mit welcher es über die Römerstraße verbunden ist. Im Westen des Ortsteils befindet sich der Grenzweg, der Straelen am Schmugglerpfad mit den Niederlanden verbindet. Südlich davon befindet sich der Ortsteil Kastanienburg.